# Celine Brun-Lie
Celine Marie Knudtzon Brun-Lie (Oslo, 18 marzo 1988) è un'ex fondista norvegese.

## Biografia
In Coppa del Mondo ha esordito il 21 marzo 2007 a Stoccolma (20ª) e ha ottenuto il primo podio il 14 dicembre 2008 a Davos (2ª).
In carriera ha preso parte a un'edizione dei Giochi olimpici invernali, Vancouver 2010 (6ª nella sprint, 5ª nella sprint a squadre), e a quattro dei Campionati mondiali (9ª nella sprint a Falun 2015 il miglior risultato).

## Palmarès

### Mondiali juniores
- 3 medaglie:
  - 2 ori (staffetta a Tarvisio 2007; staffetta a Malles Venosta 2008)
  - 1 bronzo (sprint a Kranj 2006)

### Coppa del Mondo
- Miglior piazzamento in classifica generale: 25ª nel 2013
- 11 podi (6 individuali, 5 a squadre):
  - 3 secondi posti (1 individuale, 2 a squadre)
  - 8 terzi posti (5 individuali, 3 a squadre)

#### Coppa del Mondo - competizioni intermedie
- 2 podi di tappa:
  - 2 secondi posti